# 布雷蒙捷-梅尔瓦勒
布雷蒙捷-梅尔瓦勒（法語：Brémontier-Merval，法語發音：[bʁemɔ̃tje mɛʁval]）是法国滨海塞纳省的一个市镇，属于迪耶普区。该市镇于1823年由原市镇布雷蒙捷（Brémontier）和梅尔瓦勒（Merval）合并而成。

## 地理
布雷蒙捷-梅尔瓦勒（49°30'17"N, 1°36'37"E）面积17.17 平方千米，位于法国诺曼底大区滨海塞纳省，该省份为法国北部沿海省份，其西部及北部濒大西洋英吉利海峡，东起顺时针与索姆省、瓦兹省、厄尔省和卡爾瓦多斯省接壤。
与布雷蒙捷-梅尔瓦勒接壤的市镇（或旧市镇、城区）包括：屈圣菲亚克尔、布赖地区当皮埃尔、布赖地区埃尔伯夫、梅内尔瓦勒。
布雷蒙捷-梅尔瓦勒的时区为UTC+01:00、UTC+02:00（夏令时）。

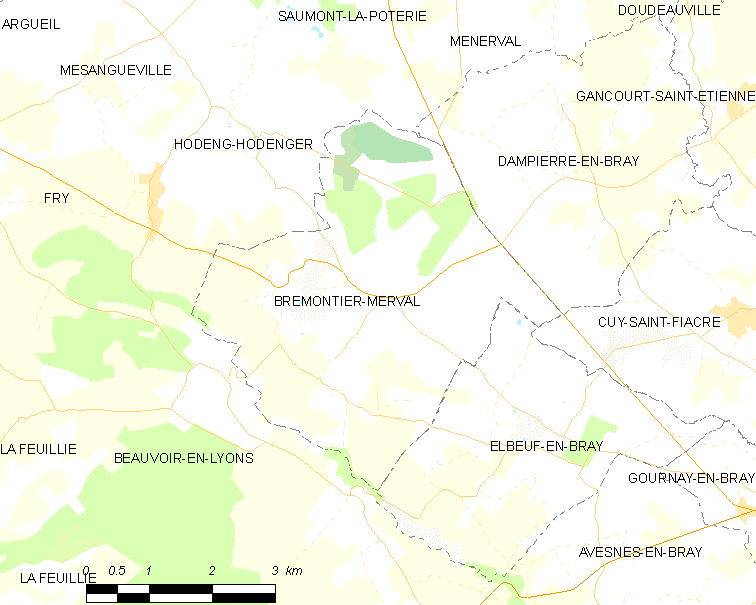
布雷蒙捷-梅尔瓦勒的OSM定位图

## 行政
布雷蒙捷-梅尔瓦勒的邮政编码为76220，INSEE市镇编码为76142。

## 政治
布雷蒙捷-梅尔瓦勒所属的省级选区为布赖地区古尔奈县。

## 人口

1962-2008年间布雷蒙捷-梅尔瓦勒人口变化图示

布雷蒙捷-梅尔瓦勒于2022年1月1日时的人口数量为430人。